# Рулска река
Рулската или Желевската река по името на Руля или Желево, още Бериг или Берик по името на бившето село Берик (на гръцки: Λαδοπόταμος, Λιβαδοπόταμος, Ζελοβίτης/Ζέλοβας/Ζέλοβα/Βίστριτσα) е река в Западна Македония, Гърция. Реката тече през Корещата, както и нейният приток Дреновската река. Рулската река е смятана понякога за начало на Бистрица, но е нейните големи леви притоци.

## Описание
Реката извира от северната част на планината Вич (Нередската планина). Тече първоначално на север, след това завива на запад и тече през превала Бигла като разделя планините Баба на север и Вич на юг. Минава през село Писодер и след него завива на юг. Районът около Писодер е описан като район с „пейзаж с изключителна природна красота“. Минава покрай Желево (Андартико), Ощима (Тригоно), Търнава (Прасино) и Руля (Котас) и влиза в пролом между Вич и Дъмбенската планина. Излиза при Габреш и Кореща (Корестия) и приема големия си ляв приток Дреновската река (Бистрица), след което влиза в пролома Спилието (Берик). Излиза от пролома при Сливени (Коромилия) и поема югоизточна посока. Приема големия си десен приток Четирската река, минава покрай Маняк (Маняки), завива на юг и се влива в Бистрица (Алиакмонас) като ляв приток. Реката е дълга 40 km.
Рулската река е основен водоносен източник на питейна вода за град Костур и други селища около Костурското езеро.
Районът е в добро състояние, но съществува риск от влошаване на околната среда по поречието на Рулската река заради пътно строителство и дърводобив на дъб и риболов.

## Флора и фауна
Реката при изворите си близо до Писодер е заобиколена от букове и ели, а малко след това около нея растат големи гори от дъба благун (Quercus frainetto). Други видове в района, които на много места образуват крайречни гори, са елша, габър, мъждрян, бряст, планински явор, леска, шестил, явор, различни видове върби, бадемолистна круша и къпина. В синорите между нивите се издигат големи черни тополи и трепетлика. Флората включва различни водни видове, както и редки цветя от горите на Западна Македония. Най-интересните растения от района червено омайниче (Geum coccineum), обикновено лютиче (Ranunculus acris subsp acris), балканска горва (Cardamine barbaraeoides), балканска жълтуга (Genista carinalis), целебна раменка (Anthyllis vulneraria subsp bulgarica), Caltha palustris, Doronicum austriacum, Cerastium holosteoides subsp vulgare, Erysimum microstylum, Hellenocarum strictum, Aristolochia subclematitis, Myosotis sylvatis , Epilobium angustifolium, Geum urbanum, Rosa arvensis, Hypericum olympicum, Lathyrus pratensis, Trifolium pignantii, Mentha aquatica, Viola odorata и Cephalanthera rubra орхидеи, Dactylorhiza saccifera, Neottia ovata, Platanthera chlorantha, Orchis mascula и Ophrys apifera.
Регионът е един от малкото известни в Гърция, където гнезди късокрилият кюкавец. Важно е и наличието на скалният орел, който ловува в околните планини. Други хищни птици са орелът змияр, осоядът, полският блатар, обикновеният мишелов, малкият ястреб, късопръстият ястреб, големият ястреб, керкенезът и соколът орко. По бреговете често се срещат различни водни видове като сива чапла, голяма бяла чапла, нощна чапла, речен дъждосвирец, бекасина и други. Много бели щъркели търсят храната си по поляните. Особено разпространени видове в реката са водният кос, планинската стърчиопашка и земеродното рибарче. Други интересни видове са горският бекас, пъдпъдъкът, гривякът, гълъбът хралупар, гургулицата, кукувицата, бухалът, горската улулица, козодоят, алпийският бързолет, обикновеният пчелояд, сирийският пъстър кълвач, малкият пъстър кълвач, полската чучулига, водната бъбрица, орехчето, сивогушата завирушка, южният славей, ръждивогушото ливадарче, дроздът, хвойновият дрозд, свиленото шаварче, големият маслинов присмехулник, синият синигер, жалобният синигер, дългоопашатият синигер, торбогнездият синигер, горската зидарка, червеногърбата сврачка, червеноглавата сврачка, черночелата сврачка, сойката, чавката, авлигата, полското врабче, планинската чинка, зелениката, елшовата скатия, дивото канарче, черешарката, зеленогушата, сивоглавата и сивата овесарка.
Фауната на земноводните е богата и се състои от саламандри, македонски тритон, обикновен тритон, крастава жаба, зелена крастава жаба, жълтокоремна бумка, дървесница, гръцка жаба, горска жаба и голяма водна жаба. От влечугите се срещат шипоопашата костенурка, слепок, синьогуш острогръб гущер, редкият ливаден гущер, зелен гущер, стенен гущер, кримски гущер, медянка, ивичест смок, смок мишкар, вдлъбнаточел смок , жълтоуха водна змия, сива водна змия, леопардов смок и отровници.
Районът е известен като местообитание за много видове бозайници. Важно е постоянното присъствие на видрата в много части на реката, а в околните гори често се срещат мечки, вълци, сърни, диви котки, диви свине, лисици, язовци, златки, невестулки, катерици и сънливци. Три вида прилепи живеят в околността, дългоух нощник, воден нощник и малък вечерник.
Рибната фауна на реката включва много интересни видове от басейна на Бистрица, като блескавец (Alburnoides bipunctatus), змиорка (Anguilla anguilla), гулеш (Barbatula barbatula), македонска мряна (Barbus macedonicus), вардарски скобар (Chondrostoma vardarense), вардарски щипок (Cobitis vardarensis), българска кротушка (Gobio bulgaricus), Romanogobio elimeius, Salaria fluviatilis, вардарски кефал (Squalius vardarensis), пелагонийска пъстърва (Salmo pelagonicus) и дъгова пъстърва (Oncorhynchus mykiss), избягала от рибовъдните стопанства в района.

## Притоци
→ ляв приток, ← десен приток
- ← Касая
- ← Голема
- ← Лазина или Лагина
- → Голема
- → Морача
- → Сув дол
- ← Криви долове
- → Трерска
- ← Осово
- → Пезница
- → Дреновска река
- ← Бобеща
- → Буковишка река
- → Люта
- ← Ситка
- ← Четирска река